# Rue du Docteur-Bauer
La rue du Docteur-Bauer est une voie publique de Saint-Ouen-sur-Seine, dans le département de la Seine-Saint-Denis.

## Situation et accès

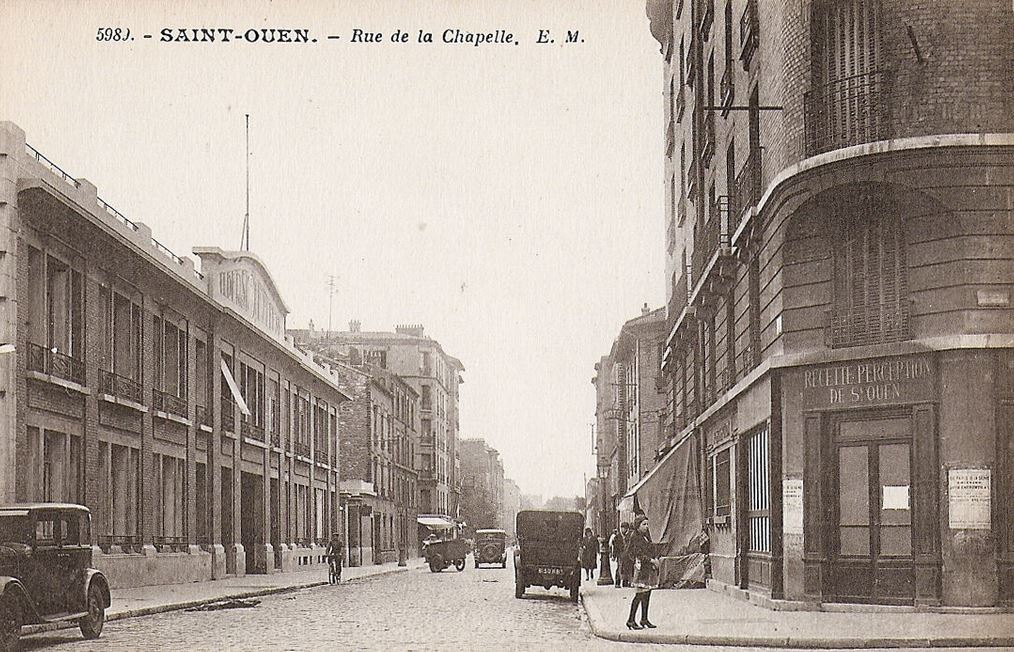
Saint-Ouen. Rue de la Chapelle, aujourd'hui rue du Docteur-Bauer. À droite, l'angle de la rue Dieumegard. À gauche, la caserne des pompiers.

D'orientation nord-ouest/sud-est, la rue est une des plus longues rues de Saint-Ouen.
À son extrémité nord, elle est prolongée par la rue Albert-Dhalenne qui mène au pont de Saint-Ouen. Elle commence donc au boulevard Jean-Jaurès, forme le point de départ de la rue Ampère.
La rue du Docteur-Bauer croise ensuite l'avenue Michelet puis la rue Adrien-Lesesne. Le carrefour avec cette dernière forme la place Debain, centralité du quartier éponyme, et jadis croisée de chemins importants, la rue Adrien-Lesesne étant l'ancien chemin de la Procession vers Saint-Denis.
Elle se termine rue Marcel-Bourdarias, dans le quartier Debain.
Elle est franchie par la Ligne de La Plaine à Ermont - Eaubonne.

## Origine du nom

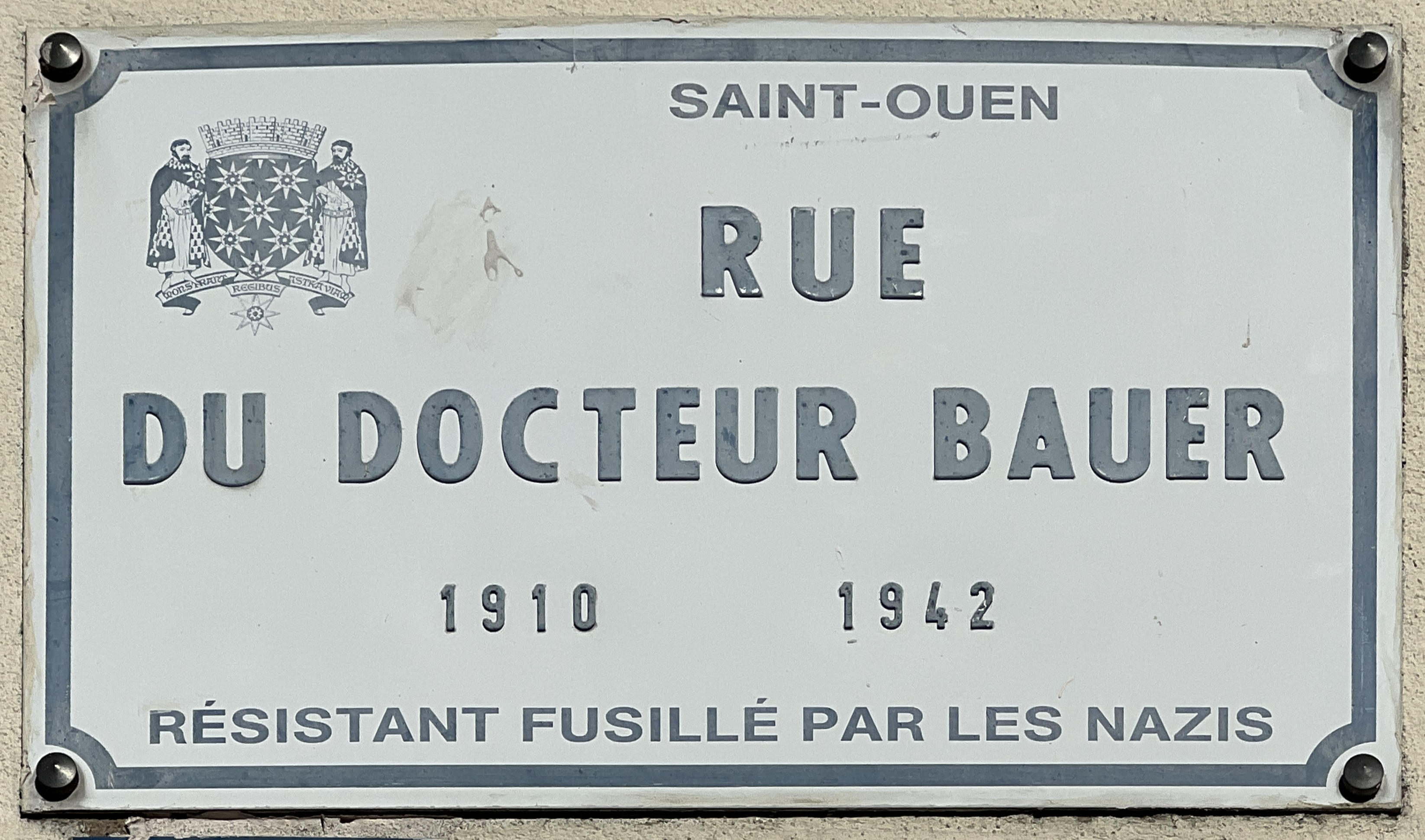
Plaque Rue du Docteur-Bauer.

Son nom actuel, hommage à Jean-Claude Bauer, médecin communiste et résistant, lui fut attribué le 12 octobre 1944, sur délibération du Comité local de Libération.

## Historique
Elle portait anciennement le nom de rue de La Chapelle, du nom de l'ancienne commune vers laquelle elle conduisait.
La rue débutait à l'origine du chemin des Poissonniers. La partie entre le chemin de la Procession (actuelle rue Adrien-Lesesne) et la rue des Poissonniers était située sur le territoire de la commune de Montmartre. L'intersection de la rue de La Chapelle et de la rue des Poissonniers se trouvait juste devant la porte des Poissonniers de l'enceinte de Thiers, au niveau du bastion no 35 (à l'intersection de l'actuelle rue Jean-Cocteau et de l'avenue de la Porte-des-Poissonniers). La section située entre le chemin de la Procession et la rue des Poissonniers est officiellement incorporée à Saint-Ouen quand la commune de Montmartre est rattachée à Paris par la loi du 16 juin 1859. Le tronçon final de la rue est supprimé avec la construction du boulevard périphérique.

## Bâtiments remarquables et lieux de mémoire
- No 4 : Patinoire de Saint-Ouen, construite en 1979 d'après les plans de Paul Chemetov[4]
- No 92 : Stade Bauer, stade de football construit en 1909 ayant le Red Star comme club résident.
- No 104 : Église du Sacré-Cœur de Saint-Ouen, construite en 1934.

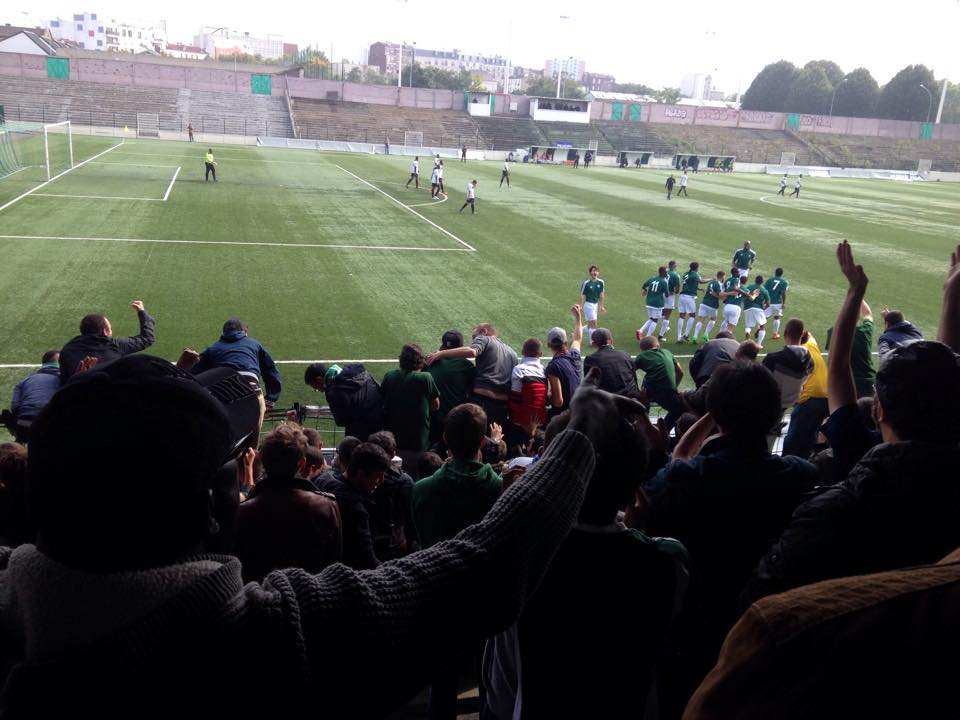
Stade de Paris, surnommé Stade Bauer.
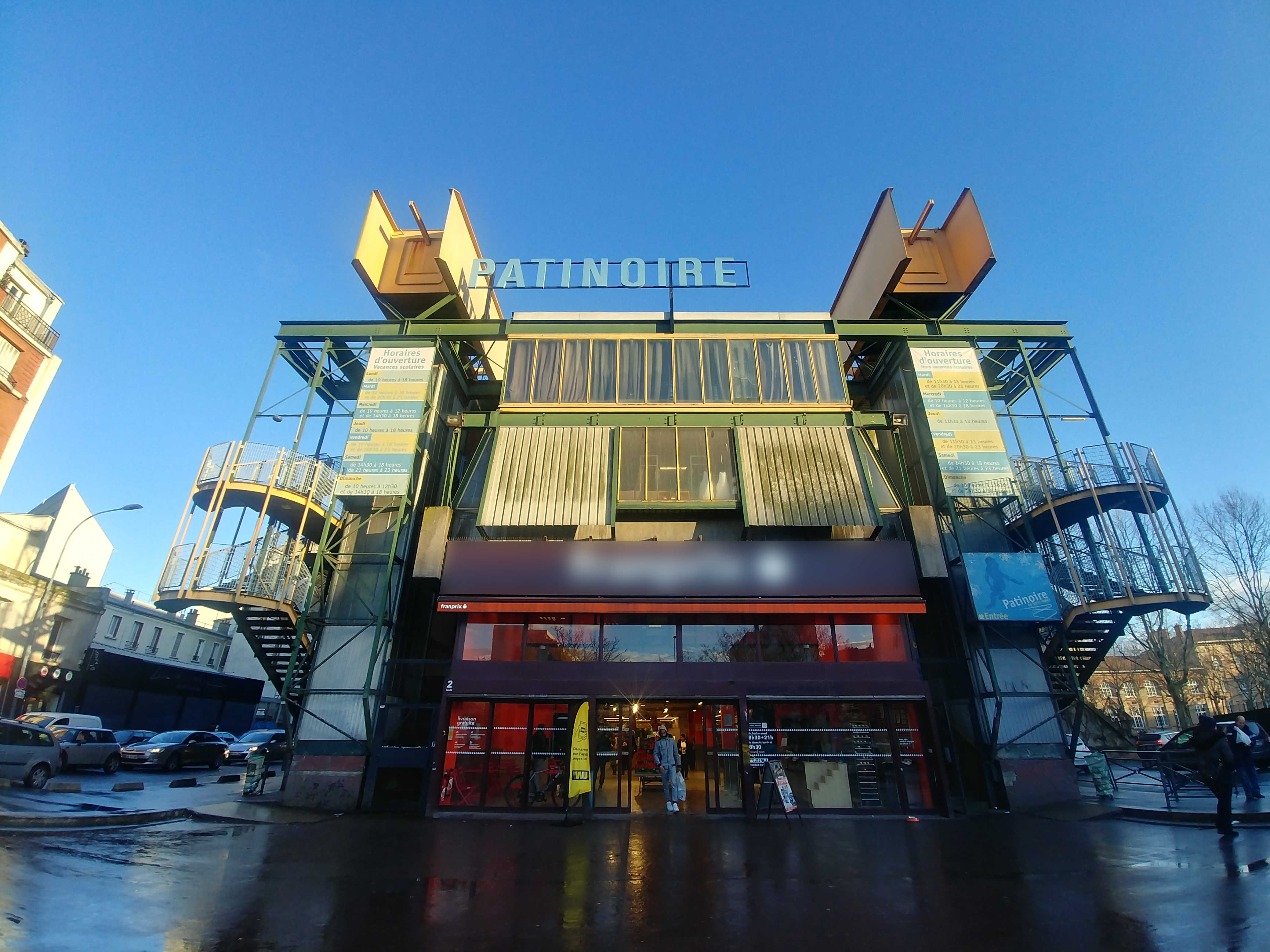
Patinoire de Saint-Ouen
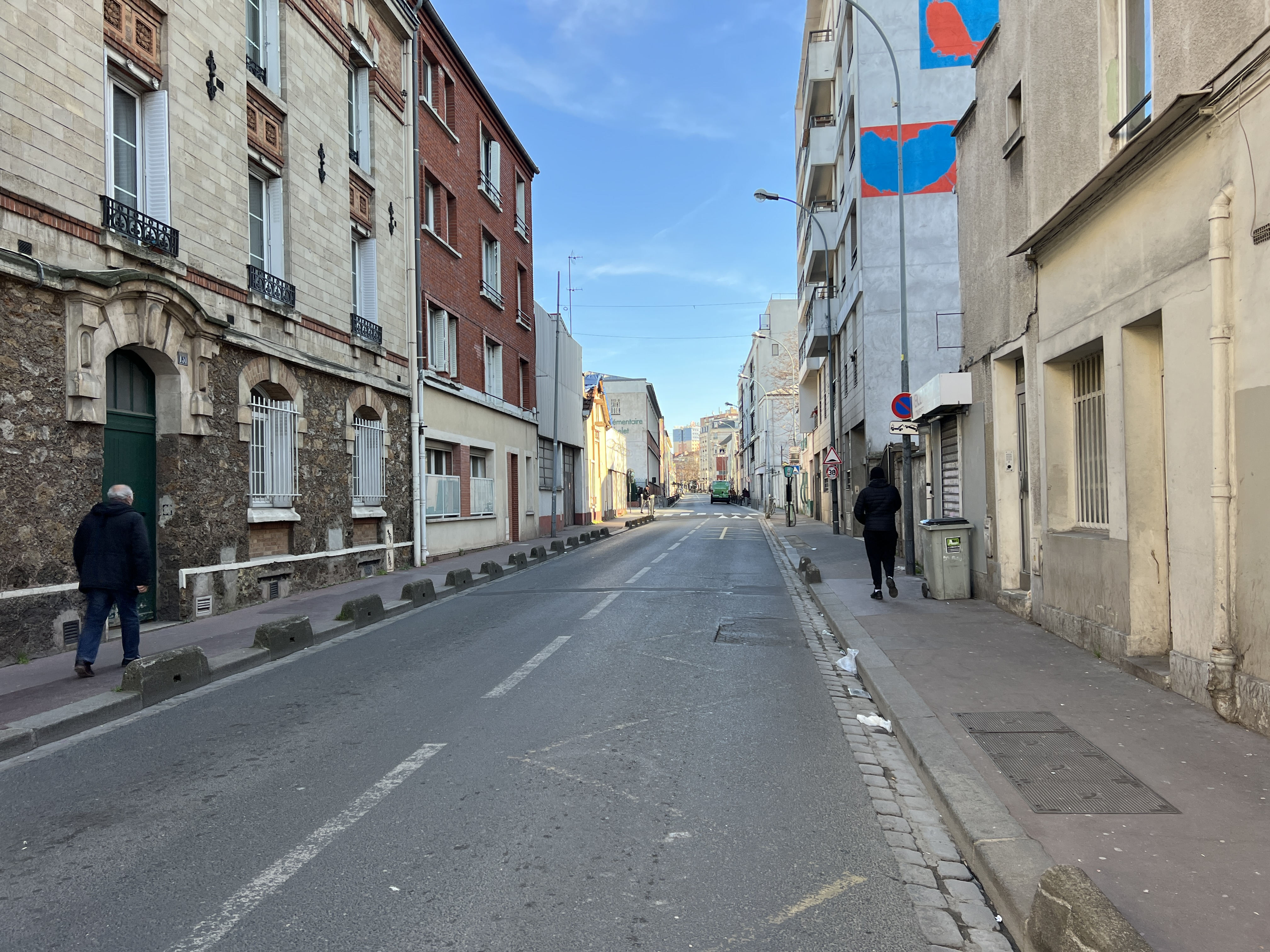
La rue en juin 2022.